# Вјачеслав Старшинов
Вјачеслав Иванович Старшинов (рус. Вячеслав Иванович Старшинов; Москва, 6. мај 1940) некадашњи је совјетски и руски хокејаш на леду и један од најбољих светских хокејаша током 60-их година прошлог века. Двоструки је олимпијски и деветорструки светски првак са репрезентацијом Совјетског Савеза. Заслужни мајстор спорта Совјетског Савеза од 1963, члан Куће славних руског и совјетског хокеја од 2004. и члан Хокејашке куће славних ИИХФ-а од 2007. године. Носилац је олимпијског ордена од 2000. године. По окончању играчке каријере обављао је функцију председника Руске хокејашке федерације (1987−1991), а потом од 1999. до 2003. и место потпредседника и председника хокејашког клуба Спартак из Москве.
Године 1964. дипломирао је на Московском технолошком факултету, а 1975. постао је кандидат психолошких наука (звање степен ниже од доктора наука).

## Биографија
Старшинов је играчку каријеру започео у московском Спартаку за који је дебитовао 1957. године и у ком је провео највећи део своје каријере, пуних 17 сезона. У дресу Спартака освојио је и три титуле националног првака (1962, 1967. и 1969), а на укупно одиграних 540 утакмица у совјетском првенству постигао је 405 голова. У периоду 1972−1974. радио је и као помоћни тренер у Спартаку. У Спартаку је, баш као и у дресу националног тима, играо у нападачкој линији са браћом Јевгенијем и Борисом Мајоровим, и та тројка се сматрала једном од најбољих нападачких тројки у светском хокеју 1960-их година.
Године 1975. одлази у Јапан где је наредне три сезоне провео као играч и тренер у екипи Оџи иглса. Са Иглсима је две године касније освојио и титулу националног првака Јапана.
За сениорску репрезентацију Совјетског Савеза играо је 13 сезона, од 1960. до 1972. и у том периоду одиграо је 182 утакмице и постигао 149 погодака. Са репрезентацијом је освојио две златне олимпијске медаље на ЗОИ 1964 и ЗОИ 1968, те девет узастопних титула светског првака у периоду од 1963. до 1971. године. Од 1969. до 1971. био је и капитен совјетске репрезентације. На светским првенствима и олимпијским играма одиграо је 78 утакмица и постигао 64 поготка.
Написао је и две књиге посвећене хокеју на леду: „Ја, центарфор” (1971; рус. «Я — центрфорвард») и „Хокејашка школа” (1974; рус. «Хоккейная школа»).